# Prorastomus
Prorastomus sirenoides — це вимерлий вид примітивних сирен, який мешкав в еоценову епоху 40 мільйонів років тому на Ямайці.

## Таксономія
Prorastomus — один із двох родів родини Prorastomidae, інший Pezosiren. Ці два види є найдавнішими сиренами, що датуються еоценом.
Перший зразок був описаний палеонтологом сером Річардом Оуеном у 1855 році, і, знайдений на Ямайці в Групі Жовтого Вапняку. Зразок голотипу, BMNH 44897, містить череп, щелепу та атлас шийних хребців. Коли Оуен вперше отримав череп, він був розламаний навпіл між очима та мозковою оболонкою. Інший екземпляр був знайдений у 1989 році в тій же формації, USNM 437769, що складається з лобової кістки, бивня, фрагментів хребців і ребер.

## Опис
У той час як сучасні сирени є повністю водними, 1,5-метровий прорастомус був переважно наземним, судячи з будови його черепа. Судячи з корінних зубів і форми морди, він харчувався м'якими рослинами. Морда довга, вузька, на кінчику випукла. Носові кістки більші, ніж у інших сирен. Гребінь носа добре розвинений, що вказує на хороший нюх. Лобові кістки менші, ніж зазвичай у сирен, хоча, як і в інших сирен, вони мали виражену надбрівну дугу. Оскільки Pezosiren має сагітальний гребінь, можливо, зразок Prorastomus також мав його перед ерозією.